# Peter Reheis

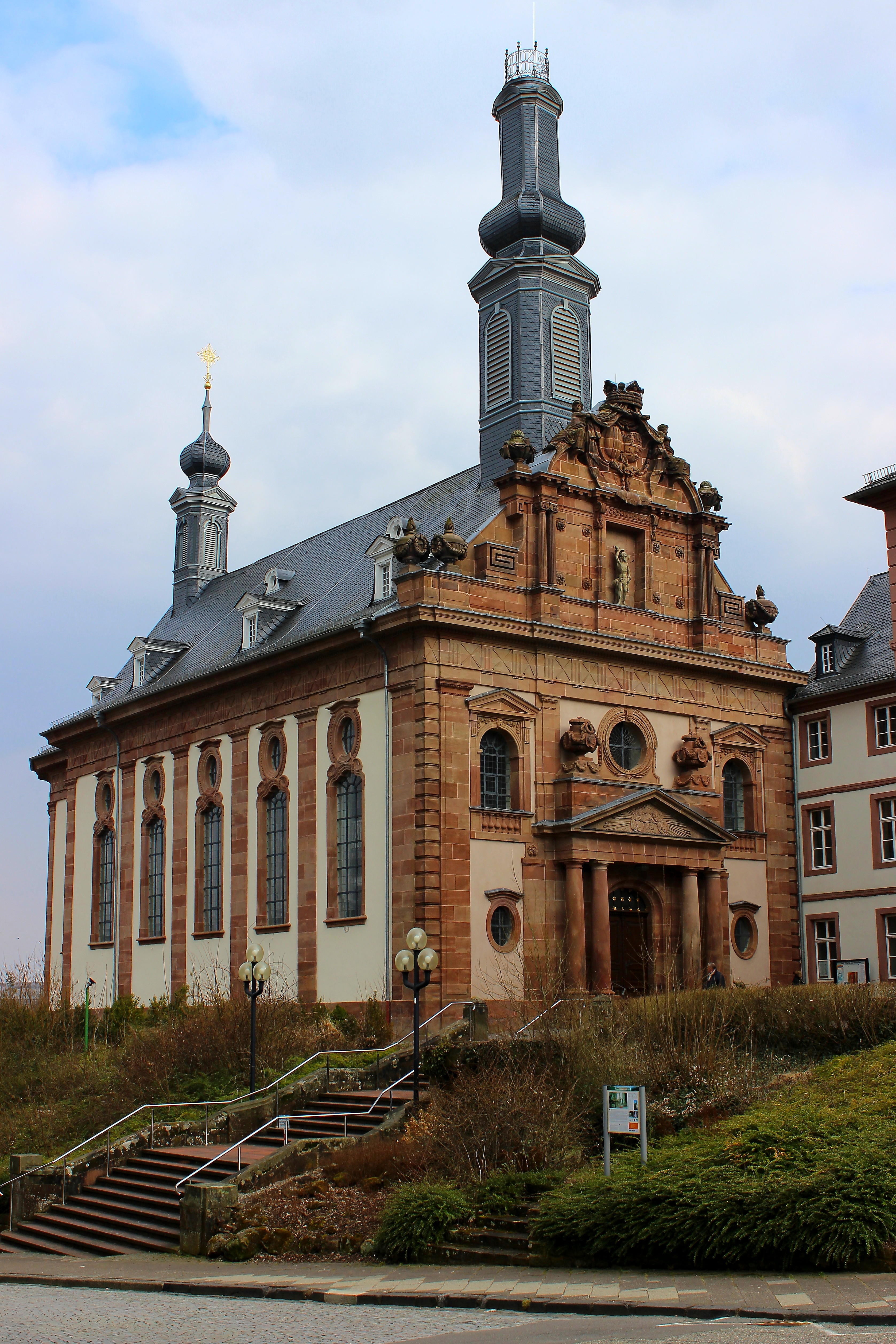
Die Schlosskirche in Blieskastel, erbaut 1776–1781

Peter Reheis (* 2. März 1739 in Arzweiler; † 3. Juli 1804 in Blieskastel) war ein Baumeister. Er wirkte als gräflicher Bauinspektor und Baudirektor in Blieskastel.

## Leben
Seine Eltern waren Georg Reheis und Maria Katharina Reheis geborene Schneider in Arzweiler, das zur Zeit seiner Geburt zur Herrschaft Lixheim im Herzogtum Lothringen und zur Zeit seines Todes zum französischen Département Meurthe gehörte. Peter erlernte bei dem zünftigen Meister Peter Ohl das Maurer- und Steinhauerhandwerk. Ein noch erhaltener Lehrbrief der Maurer- und Steinhauerzunft in Maursmünster bescheinigt ihm den Beginn der Lehre am 27. Dezember 1762, die dreijährige Lehrzeit und die Ledigsprechung als Geselle am 29. August 1765.
Über seine weitere Ausbildung ist wenig bekannt. Im Anschluss an seine Lehrzeit war er 1766 beim Bau der evangelischen Ludwigskirche in Saarbrücken tätig, die der Barockbaumeister Friedrich Joachim Stengel von 1762 bis 1775 erbaute. Der auf sein Verlangen am 3. Februar 1774 nachträglich ausgestellte Lehrbrief nennt ihn einen Maurer- und Steinhauergesellen. Der Zeitpunkt der Meisterprüfung von Reheis, seiner Heirat mit Anna Maria Both aus Bliesschweyen († 21. Juli 1804 in Blieskastel) und seiner Niederlassung in dem Flecken Blieskastel mag zwischen 1774 und 1778 liegen, denn von 1778 bis 1799 wurden dem Ehepaar elf Kinder in Blieskastel geboren.
Der Amtssitz Blieskastel wurde, nachdem Graf Franz Karl von der Leyen 1773 seine Residenz von Koblenz nach Blieskastel verlegt hatte, innerhalb von 20 Jahren mit zahlreichen Neubauten öffentlicher Gebäude zu einer prachtvollen kleinen Residenzstadt umgestaltet. Der Graf starb zwar schon im Jahr 1775, aber seine Witwe, Marianne von der Leyen, geborene von Dalberg (eine Schwester des Mainzer Fürsterzbischofs und Reichserzkanzlers von Dalberg), führte den Ausbau der Residenzstadt weiter. Neben Christian Ludwig Hautt war hieran vor allem Peter Reheis beteiligt. 1786 und danach ist Peter Reheis als gräflicher Bauinspektor bzw. Baudirektor in Diensten der Gräfin bezeugt. Die Gräfin schenkte Reheis in Anerkennung seiner Verdienste im Februar 1786 ihr Ölportrait sowie das ihres Sohnes Philipp.
In die Zuständigkeit von Reheis fielen die bauliche Umgestaltung und Unterhaltung des Schlosses und sämtlicher gräflicher Bauwerke. Zu seinen Aufgaben gehörte weiter die Mitüberwachung der herrschaftlichen Gruben, Eisenhütten und Glashütten. Waisenhaus und Arbeitshaus standen unter seiner Leitung. In seinen Händen lag das gesamte Bauwesen der Stadt und Herrschaft Blieskastel. Baulustige hatten Baupläne einzureichen, die von Reheis geprüft und genehmigt werden mussten. Ein Häuserverzeichnis aus dem Jahre 1792 weist Reheis als Besitzer des Hauses Nr. 150 am heutigen „Paradeplatz“ in Blieskastel aus, ein zweistöckiges Wohnhaus im Wert von damals 3000 Gulden.
Die Laufbahn und das Wirken von Peter Reheis wurden nach dem Ausbruch der Französischen Revolution beendet, als der Erste Koalitionskrieg das Grenzland hart traf. Mit der Flucht der Gräfin ins Frankfurter Exil im Frühjahr 1793 verloren Reheis und die gesamte gräfliche Beamtenschaft ihre Existenzgrundlage. 1795 kam Reheis nach Mainz, von wo aus er in Frankfurt eintraf. Die gräfliche Rentkammer gewährte anfangs den Beamten die Besoldung, wenn auch nicht immer in voller Höhe, weiter. Auf die Dauer jedoch war Gräfin Marianne von der Leyen, die nun selbst in äußerst schwierigen finanziellen Verhältnissen lebte, nicht mehr in der Lage, ihre Beamten weiterhin zu beschäftigen oder zu bezahlen. Ab 1796 war Reheis wieder in Blieskastel wohnhaft. Der größere Teil seiner Habe war allerdings zwischenzeitlich von den Franzosen beschlagnahmt und weggebracht worden. Er versuchte, wie sich aus alten Prozessakten ergibt, zu retten, was noch zu retten war. Ob es ihm gelungen ist, ist mehr als fraglich. Seine Existenz und Karriere war und blieb vernichtet. Als Handelsmann versuchte er, sich und seine zahlreiche Familie zu ernähren.
Er starb am 14. Tag des Monats Messidor im Jahre XII der französischen Republik. Das war der 3. Juli 1804. Er war 65 Jahre alt geworden. Seine Witwe folgte ihm drei Wochen später am 21. Juli 1804 im Alter von 47 Jahren im Tode nach. Einer seiner Söhne ist der am 7. Februar 1780 geborene Johann Peter. Er wurde Goldschmied in Blieskastel und starb dort 1848. Die Monstranz, die heute noch in der Schlosskirche in Blieskastel in Benützung ist, stammt von ihm. Sie trägt die Aufschrift Fecit Jean Reheis (gefertigt von Johann Reheis), 1811.

## Werke
- St. Ägidius und St. Josef in Fürfeld bei Bad Kreuznach, erbaut 1774–1776
- Franziskaner-Klosterkirche oder Schlosskirche in Blieskastel, erbaut 1776–1781
- Schulhaus in Otterbach, Plan von 1779
- St. Mauritius in Lautzkirchen, erbaut 1785–1786, 1958 abgerissen
- Landhaus „Monplaisir“, auch „Roter Bau“ genannt, in Niederwürzbach, erbaut 1785–1786
- St. Stephan in Illingen, erbaut 1789–1791
- St. Markus in Reinheim, erbaut 1790–1791

## Belege
1. ↑  Transkription des Lehrbriefs bei Meßmer 1978, S. 56; Abbildung ebd., S. 57
2. ↑  Meßmer 1978, S. 58
3. ↑  Meßmer 1978, S. 64
4. ↑  Meßmer 1978, S. 59
5. ↑  Meßmer 1978, S. 65
6. ↑  Meßmer 1978, S. 60
7. ↑  Meßmer 1978, S. 61
8. ↑  Meßmer 1978, S. 64
9. ↑  Meßmer 1978, S. 62
10. ↑  Meßmer 1978, S. 63
11. ↑  Meßmer 1978, S. 63
12. ↑  Herbert Hch. Bölke, Kath. Pfarrgemeinde St. Sebastian, Blieskastel (Hrsg.): Schlosskirche Blieskastel, 2. Ausgabe, Blieskastel 2013, S. 17

| Personendaten    | Personendaten |
| ---------------- | ------------- |
| NAME             | Reheis, Peter |
| KURZBESCHREIBUNG | Baumeister    |
| GEBURTSDATUM     | 2. März 1739  |
| GEBURTSORT       | Arzviller     |
| STERBEDATUM      | 3. Juli 1804  |
| STERBEORT        | Blieskastel   |